# Chilská rallye 2019
Chilská rallye 2019 (oficiálně 1. Copec Rally Chile) byl 6. podnik Mistrovství světa v rallye 2019 (WRC), který konal v Chile 9. května až 12. května 2019. Absolutním vítězem se stala posádka Ott Tänak a Martin Järveoja (Toyota GAZOO Racing WRT). Závod o délce 304,81 km se jel na šotolině.

## Situace před závodem
Před Chilskou rallye posádka Thierry Neuville a Nicolas Gilsoul vedla celkové pořadí jezdců i spolujezdců o 10 bodů před šestinásobným mistrem Sébastienem Ogierem a Julienem Ingrassiou. Ott Tänak a Martin Järveoja byli třetí a zaostávali za druhou posádkou o 18 bodů. Mezi konstruktéry vedl tým Hyundai Shell Mobis WRT, který vedl nad týmem Toyota Gazoo Racing WRT 37 bodů. Kategorii WRC 2 Pro vedla polská posádka Łukasz Pieniążek a Kamil Heller před Gusem Greensmithem a Elliottem Edmondsonem o 4 body v pořadí jezdců a spolujezdců. Mads Østberg a Torstein Eriksen byli na 3. místě, 8 bodů za britskou posádkou. Pohár konstruktérů vedl tým M-Sport Ford WRT před týmem Citroën Total o 70 bodů, na 3. místě byla Škoda Motorsport. WRC 2 vedl Benito Guerra a Jaime Zapata 3 body před posádkou Ole Christian Veiby a Jonas Andersson, na 3. místě byla dvojice Nikolaj Grjazin a Jaroslav Fedorov.

## Průběh závodu

### 1. etapa
První etapa Chilské rallye měla celkem 6 rychlostních zkoušek o délce 125,27 km. První erzeta El Pinar měřila 17,11 km, druhá a čtvrtá El Puma 30,72 km a třetí a pátá Espigado měla 22,26 km. Poslední a zároveň nejkratší RZ celého dne měla 2,20 km. Nejlepší čas v první šotolinové rychlostní zkoušce zaznamenaly 2 posádky: Kris Meeke/Sebastian Marshall a Jari-Matti Latvala/Miikka Anttila, 2,1 s za nimi dojel Elfyn Evans a Scott Martin. Druhou erzetu vyhrála posádka Ott Tänak a Martin Järveoja s vozem Toyota Yaris WRC, který se díky rychlému času posunul na 1. místo. Ze 4. pozice se na 2. místo posunul Sébastien Ogier a Julien Ingrassia. Posun zaznamenal také Thierry Neuville a Nicolas Gilsoul. Naopak velký propad v pořadí zaznamenaly 3 posádky: Kris Meeke a Sebastian Marshall (+ 15,3 s; z 1. místa na 3.), Jari-Matti Latvala a Miikka Anttila (+ 16,3 s; z 1. místa na 5.) a Elfyn Evans s Scottem Martinem (+ 16,7 s; z 3. místa na 6.). Nejlepší čas na třetí erzetě měl Thierry Neuville a Nicolas Gilsoul. Na 4. místo se posunul Jari-Matti Latvala, který si vyměnil pozici s Krisem Meekem. 
Čtvrtý rychlostní test vyhrál opět Ott Tänak, který navýšil svůj náskok na druhého Ogiera na 17,3 s. Ogier ztratil na Tänak ve 4. erzetě celkem 11,2 s. Jari-Matti Latvala se díky pomalému času Neuvilla posunul 3. místo v celkovém pořadí. Patý test opět patřil Tänakovi, který svůj náskok na Ogiera navýšil o 5,8 s; celková výhoda Tänaka na Ogiera byla po 4. erzetě celkem 23,1 s. Šestý a zároveň poslední test dne vyhrál Sébastien Loeb a Daniel Elena s vozem Hyundai i20 Coupe WRC. O 0,6 s horší čas zaznamenal Thierry Neuville. Třetí čas se ztrátou 2,0 s měl Kris Meeke. 
Pořadí po 1. etapě
| 1 | Ott Tänak          | Toyota  | 1:24:12,8 | 6  | Sébastien Loeb    | Hyundai | + 48,7   |
| 2 | Sébastien Ogier    | Citroën | + 22,4    | 7  | Elfyn Evans       | Ford    | + 1:01,4 |
| 3 | Jari-Matti Latvala | Toyota  | + 28,8    | 8  | Andreas Mikkelsen | Hyundai | + 2:08,1 |
| 4 | Thierry Neuville   | Hyundai | + 29,5    | 9  | Teemu Suninen     | Ford    | + 2:09,1 |
| 5 | Kris Meeke         | Toyota  | + 46,5    | 10 | Esapekka Lappi    | Citroën | + 2:18,3 |

### 2. etapa
Druhá etapa měla také 6 rychlostních zkoušek, který dohromady měly 129,16 km. Sedmá erzeta Rio Lia měřila 24,90 km, druhá Maria Las Cruces 23,09 km a třetí Pelun měla 16,59 km. Každá z erzet se jela dvakrát. Sedmou rychlostní zkoušku vyhrál Neuville, který se tak posunul na 3. místo v celkovém pořadí a Latvalu odsunul na 4. místo. Britský jezdec Kris Meeke šel přes střechu a erzetu dokončil se ztrátou 6:26,1 s na Neuvilla, což znamenalo propad o 9 místo na 14. místo. Meeke v cíli poté řekl: „V pomalé zatáčce jsme byli moc širocí a o stromy poškodili auto.“ Evans na erzetě zaznamenal krizi, kterou okomentoval takto: „Měl jsem velkou krizi a byl úplně mimo trať, ale autu nic není.“ V osmé rychlostní zkoušce měl Neuville havárii a ze soutěže odstoupil. Díky nehodě Neuvilla se Latvala posunul na 3. místo. Devátou rychlostní zkoušku znovu vyhrál Ott Tänak, který nadále zvyšoval náskok na ostatní jezdce. Odstup Ogiera na Tänak činil 34,6 s, týmový jezdec Latvala 38,5 s a čtvrtý Loeb 52,1 s.
Desátá rychlostní zkouška žádnou změnu v TOP 10 nepřinesla. Vítězem erzety se stal Ogier, který najel na Loeba 0,4 s. Třetí dokončil zkoušku Meeke. Tänak, který zajel 4. čas, komentoval ztrátu následovně: „Ztratil jsem tu 4 vteřiny, ale to není tak hrozné vzhledem k volbě pneu na další RZ.“ Jedenáctou erzetě vyhrál právě Tänak, který si dále upevňoval náskok na Ogiera. Ve dvanácté erzetě kraloval Loeb; do 10 sekund se vešli jen 2 jezdci, a to Evanse (+ 0,7 s) a Lappi (+4,7 s). Tänak dojel do cíle se ztrátou 13,9 na Loeba, avšak i před tuto ztrátu měl na Ogiera stále 30,3 s. Tänak v cíli těžké podmínky okomentoval takto „"Ztratil jsem čas, protože prší a také tam byla velká mlha. Jsem rád, že mám teď větší náskok než ráno.“ Dobrému výsledku nepřáli technické problémy Latvaly, když ho postihla technická závada a přidělených 10 minut. To znamenalo propad z 3. místa na 13. pozici. 
Pořadí po 2. etapě
| 1 | Ott Tänak       | Toyota  | 2:41:05,5 | 6  | Esapekka Lappi    | Citroën | + 3:13,3 |
| 2 | Sébastien Ogier | Citroën | + 30,3    | 7  | Andreas Mikkelsen | Hyundai | + 3:43,4 |
| 3 | Sébastien Loeb  | Hyundai | + 35,4    | 8  | Kalle Rovanperä   | Škoda   | + 6:21,5 |
| 4 | Elfyn Evans     | Ford    | + 1:06,3  | 9  | Mads Østberg      | Citroën | + 6:55,4 |
| 5 | Teemu Suninen   | Ford    | + 3:03,0  | 10 | Kris Meeke        | Toyota  | + 7:21,9 |

### 3. etapa
Třetí etapa nabídla celkem 4 rychlostní zkoušky o celkové délce 62,16 km. Bio Bio měla 14,41 km, Lircay byla nejdelší a měřila 18,06, San Nicolàs měla 15,28 a jako powerstage se jela podruhé erzeta Bio Bio. Najlepší čas měl na zkoušce Bio Bio 1 Brit Kris Meeke, který za sebou nechal Latvalu (0,4 s) a Loeba (1,2 s). Tänak byl šestý se ztrátou 5,7 s. Čtrnáctá erzeta změny v nejlepší desítce nepřinesla; vítězem testu se stal Sébastien Ogier, který najel na druhého Sébastien Loeba 4,2 s a třetího Otta Tänaka 5,2 s. V cíli Tänak řekl: „Oba Francouzi jsou rychlí, protože spolu bojují. Já jedu v tempu a trochu šetřím pneu na PS.“ Podobná situace se odehrála také v následující patnácté erzetě, kde před sebe pustil opět dvojici Francouzů. Vítězem patnácté erzety tedy byl Sébastien Loeb, který najel na Ogiera 0,7 s a na Tänaka 3,5 s. Šestnáctou rychlostní zkoušku, která se zároveň jela i jako powestage, vyhrál Ott Tänak (5 bodů), který najel na Ogiera 1,3 s (4 body), Latvalu 3,1 s (3 body), Loeba 3,8 s (2 body) a Meeka 4,0 s (1 bod).
Své premiérové vítězství v Chile okomentoval takto: „Je skvělé tu při premiéře vyhrát. Byl to náročný den, vyžadoval hodně koncentrace. Ztratili jsme v předchozích dvou soutěžích vedení, takže jsem rád, že se to konečně povedlo.“ Ogier hodnotil 2. místo vzhledem k situaci pozitivně: „Explodoval mně v autě hasičák a pak tu byl hrozný smrad. Druhé místo po boji s Loebem je dobré.“ Loeb poděkoval svému týmu za příležitost: „Hyundai odvedl skvělou práci. Měli jsme skvělou rychlost, hlavně poslední dva dny.“

## Výsledky

### Celkové výsledky
| #                     | Nr. | Jezdec                  | Navigátor          | Vůz                   | Tým                     | Třída     | Čas       | Ztráta   | Body |
| --------------------- | --- | ----------------------- | ------------------ | --------------------- | ----------------------- | --------- | --------- | -------- | ---- |
| Absolutní klasifikace |     |                         |                    |                       |                         |           |           |          |      |
| 1                     | 8   | Ott Tänak               | Martin Järveoja    | Toyota Yaris WRC      | Toyota Gazoo Racing WRT | WRC       | 3:15:53.8 |          | 25+5 |
| 2                     | 1   | Sébastien Ogier         | Julien Ingrassia   | Citroën C3 WRC        | Citroën Total WRT       | WRC       | 3:16:16.9 | +23.1    | 18+4 |
| 3                     | 19  | Sébastien Loeb          | Daniel Elena       | Hyundai i20 Coupe WRC | Hyundai Shell Mobis WRT | WRC       | 3:16:24.0 | +30.2    | 15+2 |
| 4                     | 33  | Elfyn Evans             | Scott Martin       | Ford Fiesta WRC       | M-Sport Ford WRT        | WRC       | 3:17:30.5 | +1:36.7  | 12   |
| 5                     | 3   | Teemu Suninen           | Marko Salminen     | Ford Fiesta WRC       | M-Sport Ford WRT        | WRC       | 3:19:09.4 | +3:15.6  | 10   |
| 6                     | 4   | Esapekka Lappi          | Janne Ferm         | Citroën C3 WRC        | Citroën Total WRT       | WRC       | 3:19:39.2 | +3:45.4  | 8+2  |
| 7                     | 89  | Andreas Mikkelsen       | Anders Jæger       | Hyundai i20 Coupe WRC | Hyundai Shell Mobis WRT | WRC       | 3:20:32.8 | +4:39.0  | 6    |
| 8                     | 22  | Kalle Rovanperä         | Jonne Halttunen    | Škoda Fabia R5        | Škoda Motorsport        | WRC-2 Pro | 3:23:46.3 | +7:52.5  | 4    |
| 9                     | 22  | Mads Østberg            | Torstein Eriksen   | Citroën C3 R5         | Citroën Total           | WRC-2 Pro | 3:24:09.9 | +8:16.1  | 2    |
| 10                    | 5   | Kris Meeke              | Sebastian Marshall | Toyota Yaris WRC      | Toyota Gazoo Racing WRT | WRC       | 3:24:27.2 | +8:33.4  | 1+1  |
| WRC 2 Pro             |     |                         |                    |                       |                         |           |           |          |      |
| 1 (9.)                | 22  | Kalle Rovanperä         | Jonne Halttunen    | Škoda Fabia R5        | Škoda Motorsport        | WRC-2 Pro | 3:23:46.3 |          | 25   |
| 2 (10.)               | 22  | Mads Østberg            | Torstein Eriksen   | Citroën C3 R5         | Citroën Total           | WRC-2 Pro | 3:24:09.9 | +23.6    | 18   |
| 3 (12.)               | 21  | Gus Greensmith          | Elliott Edmondson  | Ford Fiesta R5        | M-Sport Ford WRT        | WRC-2 Pro | 3:27:35.3 | +3:49.0  | 15   |
| 4 (15.)               | 24  | Marco Bulacia Wilkinson | Fabian Cretu       | Škoda Fabia R5        | Škoda Motorsport        | WRC-2 Pro | 3:29:28.6 | +5:42.3  | 12   |
| WRC 2                 |     |                         |                    |                       |                         |           |           |          |      |
| 1 (14.)               | 44  | Takamoto Katsuta        | Daniel Barritt     | Ford Fiesta R5        | Takamoto Katsuta        | WRC-2     | 3:29:26.7 |          | 25   |
| 2 (16.)               | 41  | Benito Guerra Jr.       | Jaime Zapata       | Škoda Fabia R5        | Benito Guerra Jr.       | WRC-2     | 3:32:32.8 | +3:06.1  | 18   |
| 3 (17.)               | 52  | Alejandro Cancio        | Santiago Garcia    | Škoda Fabia R5        | Alejandro Cancio        | WRC-2     | 3:34:33.9 | +5:07.2  | 15   |
| 4 (18.)               | 53  | Cristóbal Vidaurre      | FRuben Garcia      | Škoda Fabia R5        | Cristóbal Vidaurre      | WRC-2     | 3:34:54.0 | +5:27.3  | 12   |
| 5 (19.)               | 50  | Samuel Israel           | Nicolas Garcia     | Citroën C3 R5         | Samuel Israel           | WRC-2     | 3:36:04.4 | +6:37.7  | 10   |
| 6 (20.)               | 49  | Vicente Israel          | Matias Ramos       | Citroën C3 R5         | Vicente Israel          | WRC-2     | 3:37:17.9 | +7:51.2  | 8    |
| 7 (21.)               | 46  | Paulo Nobre             | Gabriel Morales    | Škoda Fabia R5        | Paulo Nobre             | WRC-2     | 3:44:57.2 | +15:30.5 | 6    |
| 8 (22.)               | 57  | Eduardo Castro          | Julio Echazu       | Citroën C3 R5         | Paulo Nobre             | WRC-2     | 3:48:01.7 | +18:35.0 | 4    |
| 9 (23.)               | 55  | Francisco Lopez         | Nicolas Levalle    | Peugeot 208 T16       | Francisco Lopez         | WRC-2     | 3:56:42.0 | +27:15.3 | 2    |
| 10 (28.)              | 45  | Pedro Heller            | Marc Martí         | Ford Fiesta R5        | Pedro Heller            | WRC-2     | 4:15:21.7 | +45:55.0 | 1    |

### Rychlostní zkoušky
| Den  | Nr.  | Název RZ                  | Délka    | Vítěz RZ                      | Vůz                   | Čas     | Leader                        |
| ---- | ---- | ------------------------- | -------- | ----------------------------- | --------------------- | ------- | ----------------------------- |
| 9.V  | -    | Shakedown                 | 6.45 km  | Andreas Mikkelsen             | Hyundai i20 Coupe WRC | 4:46.4  | -                             |
| 10.V | OS1  | El Pinar 1                | 17,11 km | Kris Meeke Jari-Matti Latvala | Toyota Yaris WRC      | 11:35,9 | Kris Meeke Jari-Matti Latvala |
| 10.V | OS2  | El Puma 1                 | 30,72 km | Thierry Neuville              | Hyundai i20 Coupe WRC | 21:10,4 | Ott Tänak                     |
| 10.V | OS3  | Espigado 1                | 22,26 km | Ott Tänak                     | Toyota Yaris WRC      | 14:23.7 | Ott Tänak                     |
| 10.V | OS4  | El Puma 2                 | 30,72 km | Ott Tänak                     | Toyota Yaris WRC      | 20:46,0 | Ott Tänak                     |
| 10.V | OS5  | Espigado 2                | 22,26 km | Ott Tänak                     | Toyota Yaris WRC      | 14:03,4 | Ott Tänak                     |
| 10.V | OS6  | Concepcion - Bicentenario | 2,20 km  | Sébastien Loeb                | Hyundai i20 Coupe WRC | 2:06,9  | Ott Tänak                     |
| 11.V | OS7  | Rio Lia 1                 | 20,90 km | Ott Tänak                     | Toyota Yaris WRC      | 13:55,5 | Ott Tänak                     |
| 11.V | OS8  | Maria Las Cruces 1        | 23,09 km | Sébastien Loeb                | Hyundai i20 Coupe WRC | 14:28,3 | Ott Tänak                     |
| 11.V | OS9  | Pelun 1                   | 16,59 km | Ott Tänak                     | Toyota Yaris WRC      | 10:08,9 | Ott Tänak                     |
| 11.V | OS10 | Rio Lia 2                 | 20,90 km | Sébastien Ogier               | Citroën C3 WRC        | 13:45,1 | Ott Tänak                     |
| 11.V | OS11 | Maria Las Cruces 2        | 23,09 km | Ott Tänak                     | Toyota Yaris WRC      | 14:14,7 | Ott Tänak                     |
| 11.V | OS12 | Pelun 2                   | 16,59 km | Sébastien Loeb                | Hyundai i20 Coupe WRC | 10:00,6 | Ott Tänak                     |
| 12.V | OS13 | Bio Bio 1                 | 12,52 km | Kris Meeke                    | Toyota Yaris WRC      | 8:14,5  | Ott Tänak                     |
| 12.V | OS14 | Lircay                    | 18,06 km | Sébastien Ogier               | Citroën C3 WRC        | 10:13,5 | Ott Tänak                     |
| 12.V | OS15 | San Nicolàs               | 15,28 km | Sébastien Loeb                | Hyundai i20 Coupe WRC | 8:08,6  | Ott Tänak                     |
| 12.V | OS16 | Bio Bio 2 [Powerstage]    | 12,52 km | Ott Tänak                     | Toyota Yaris WRC      | 7:57,3  | Ott Tänak                     |

### Powerstage
| Místo | Jezdec             | Navigátor          | Vůz                   | Čas    | Ztráta | Body |
| ----- | ------------------ | ------------------ | --------------------- | ------ | ------ | ---- |
| 1     | Ott Tänak          | Martin Järveoja    | Toyota Yaris WRC      | 7:57,3 | -      | 5    |
| 2     | Sébastien Ogier    | Julien Ingrassia   | Citroën C3 WRC        | 7:58,6 | +1,3   | 4    |
| 3     | Jari-Matti Latvala | Miikka Anttila     | Toyota Yaris WRC      | 8:00,4 | +3,1   | 3    |
| 4     | Sébastien Loeb     | Daniel Elena       | Hyundai i20 Coupe WRC | 8:01,1 | +3,8   | 2    |
| 5     | Kris Meeke         | Sebastian Marshall | Toyota Yaris WRC      | 8:01,3 | +4,0   | 1    |

## Výsledky po Chilské rallye

### Kategorie WRC
| Pos. |       | Pohár jezdců     | Pohár jezdců | Pohár jezdců |                    | Pohár navigátorů | Pohár navigátorů | Pohár navigátorů        |      | Pohár konstruktéru | Pohár konstruktéru | Pohár konstruktéru |
| Pos. | Změna | Jezdec           | Body         | Změna        | Navigátor          | Body             | Změna            | Konstruktér             | Body |                    |                    |                    |
| 1    | 1     | Sébastien Ogier  | 122          | 1            | Julien Ingrassia   | 122              |                  | Hyundai Shell Mobis WRT | 178  |                    |                    |                    |
| 2    | 1     | Ott Tänak        | 112          | 1            | Martin Järveoja    | 112              |                  | Toyota Gazoo Racing WRT | 149  |                    |                    |                    |
| 3    | 2     | Thierry Neuville | 110          | 2            | Nicolas Gilsoul    | 110              |                  | Citroën Total WRT       | 143  |                    |                    |                    |
| 4    |       | Kris Meeke       | 56           |              | Sebastian Marshall | 56               |                  | M-Sport Ford WRT        | 100  |                    |                    |                    |
| 5    |       | Elfyn Evans      | 55           |              | Scott Martin       | 55               |                  |                         |      |                    |                    |                    |

### Kategorie WRC Pro
| Pos. |       | Pohár jezdců            | Pohár jezdců | Pohár jezdců |                   | Pohár navigátorů | Pohár navigátorů | Pohár navigátorů |      | Pohár konstruktéru | Pohár konstruktéru | Pohár konstruktéru |
| Pos. | Změna | Jezdec                  | Body         | Změna        | Navigátor         | Body             | Změna            | Konstruktér      | Body |                    |                    |                    |
| 1    | 1     | Gus Greensmith          | 73           | 1            | Elliott Edmondson | 73               |                  | M-Sport Ford WRT | 135  |                    |                    |                    |
| 2    | 1     | Mads Østberg            | 68           | 1            | Torstein Eriksen  | 68               | 1                | Škoda Motorsport | 73   |                    |                    |                    |
| 3    | 2     | Łukasz Pieniążek        | 62           | 2            | Kamil Heller      | 62               | 1                | Citroën Total    | 68   |                    |                    |                    |
| 4    | 1     | Kalle Rovanperä         | 61           | 1            | Jonne Halttunen   | 61               |                  |                  |      |                    |                    |                    |
| 5    |       | Marco Bulacia Wilkinson | 12           |              | Fabian Cretu      | 12               |                  |                  |      |                    |                    |                    |

### Kategorie WRC 2
| Pos. |       | Pohár jezdců        | Pohár jezdců | Pohár jezdců |                  | Pohár navigátorů | Pohár navigátorů | Pohár navigátorů |
| Pos. | Změna | Jezdec              | Body         | Změna        | Navigátor        | Body             |                  |                  |
| 1    |       | Benito Guerra       | 61           |              | Jaime Zapata     | 61               |                  |                  |
| 2    | 7     | Takamoto Katsuta    | 47           | 7            | Daniel Barritt   | 47               |                  |                  |
| 3    | 1     | Ole Christian Veiby | 40           | 1            | Jonas Andersson  | 40               |                  |                  |
| 4    | 1     | Nikolaj Grjazin     | 28           | 1            | Jaroslav Fedorov | 28               |                  |                  |
| 5    | 1     | Alberto Heller      | 27           | 1            | José Díaz        | 27               |                  |                  |